# Party Animal
«Party Animal» — сингл DJ M.E.G. при участии Тимати: из предстоящего дебютного альбома DJ M.E.G. и из третьего альбома Тимати «SWAGG».
Премьера песни «Party Animal» состоялась 4 ноября 2010 в 19:00 на Megapolis FM в программе «Show-Time» и привлекла повышенное внимание со стороны всей музыкальной общественности. Трек практически не попал в ротацию ни на одну российскую радиостанцию, но, несмотря на это, стал одним из лидеров по онлайн-прослушиваниям в интернете. Ещё до премьеры трек уже успел покорить все ведущие европейские танцполы.

## Видеоклип
Видеоклип на трек был снят в Киеве режиссёром Владимиром Шкляревским , который уже работал над предыдущим видеоклипом DJ M.E.G. на дебютный сингл «Only You (Можешь только ты)».

Презентация видеоклипа «Party Animal» состоялась в Москве 18 ноября 2010 года в клубе «Rolling Stone Bar», а уже 29 ноября клип был официально представлен в Интернете . Скандальный видеоролик на эту песню ещё до появления в сети стал одним из самых обсуждаемых клипов, а после премьеры вырвался в лидеры по количеству просмотров на Youtube.
В Германии сингл и видеоклип были выпущены 18 марта 2011 года лейблом Kontor .
«Party Animal» на протяжении трех недель возглавлял главный dance chart Германии на музыкальном канале VIVA.

DJ M.E.G: 
Хочу сказать, что трек и видео "Party Animal" меня очень вдохновляют. Я принимал непосредственное участие в написании сценария клипа, и я рад, что нам удалось воплотить в реальность все наши задумки. Сюжетная линия клипа содержит в себе тот message, который я и хотел донести до зрителей. Я считаю, что и композиция, и её видео-сопровождение представляют собой достойный продукт в рамках российского музыкального рынка.

Тимати: 
DJ M.E.G. - достаточно талантливый музыкант. С ним мне очень приятно создавать по-настоящему качественные творения. В работе над данным проектом приняло участие огромное количество людей, которые помогли нам воплотить в жизнь все наши идеи. DJ M.E.G. держал под контролем все детали создания клипа, вплоть до самых мелочей, поэтому этот проект просто не мог не оправдать наших ожиданий. Послание, вложенное нами в видео, несет в себе глубокий смысл. Мы хотим показать, что клубная культура должна сочетаться со здоровым образом жизни и не принимать искаженный вид. В самом финале видео я сделал выбор в пользу здоровой клубной культуры, которому я следую и в реальной жизни.

## Список композиций
Сингл
1. «Party Animal» — 3:14

Бельгийский цифровой EP
Armada Music B.V. по эксклюзивной лицензии Sirup Music GmbH
1. «Party Animal» (Radio Mix) — 3:14
2. «Party Animal» (Mike Candys Radio Edit) — 3:14
3. «Party Animal» (Extended Mix) — 5:18
4. «Party Animal» (Mike Candys Vocal Remix) — 5:25
5. «Party Animal» (Mike Candys Club Remix) — 5:25
6. «Party Animal» (Radio Mix) [Clean] — 3:14
7. «Party Animal» (DJ M.E.G. & DJ Kareras Remix) — 5:03

Американский и Германский цифровой EP
Napith Music по эксклюзивной лицензии Black Star Ltd./Wombatmusic, подразделение Sirup Music GmbH (США, Канада)
Black Star Ltd., Wombatmusic, a unit of Sirup Music GmbH, Kontor Records GmbH (Германия)
1. «Party Animal» (Radio Mix) (Explicit) — 3:14
2. «Party Animal» (Mike Candys Radio Edit) — 3:14
3. «Party Animal» (Extended Mix) — 5:18
4. «Party Animal» (Mike Candys Vocal Remix) — 5:25
5. «Party Animal» (Mike Candys Club Remix) — 5:25
6. «Party Animal» (Video — Explicit Version) (iTunes Bonus) — 4:10

Мировой цифровой EP
Wombatmusic, подразделение Sirup Music GmbH, по эксклюзивной лицензии Black Star Ltd.
1. «Party Animal» (Extended Mix) [Explicit] — 5:21
2. «Party Animal» (Extended Mix) [Clean] — 5:18
3. «Party Animal» (Mike Candys Vocal Remix) [Explicit] — 5:25
4. «Party Animal» (Mike Candys Club Remix) [Explicit] — 5:25
5. «Party Animal» (DJ M.E.G. & DJ Kareras Remix) [Explicit] — 5:03
6. «Party Animal» (Radio Mix) [Explicit] — 3:14
7. «Party Animal» (Radio Mix) [Clean] — 3:15
8. «Party Animal» (Mike Candys Radio Edit) [Explicit] — 3:14
9. «Party Animal» (Video — Explicit Version) (iTunes Bonus) — 4:10

## Награды и номинации
| Год  | Премия                | Номинация        | Работа         | Результат |       |
| ---- | --------------------- | ---------------- | -------------- | --------- | ----- |
| 2011 | OE Video Music Awards | Best Rap & R'n'B | «Party Animal» | Победа    | [ 3 ] |
| 2011 | OE Video Music Awards | Видео года       | «Party Animal» | Номинация | [ 4 ] |

## История релиза
| Страна        | Дата           | Формат               | Лейбл                                                                         | Ссылки      |
| ------------- | -------------- | -------------------- | ----------------------------------------------------------------------------- | ----------- |
| Россия        | 4 ноября 2010  | цифровая дистрибуция | Black Star Inc.                                                               | [ 5 ]       |
| Бельгия       | 18 марта 2011  | цифровая дистрибуция | Armada Music B.V.                                                             | [ 6 ]       |
| Германия      | 18 марта 2011  | цифровая дистрибуция | Black Star Ltd., Wombatmusic, a unit of Sirup Music GmbH, Kontor Records GmbH | [ 7 ]       |
| США           | 1 апреля 2011  | цифровая дистрибуция | Napith Music                                                                  | [ 8 ] [ 9 ] |
| Канада        | 1 апреля 2011  | цифровая дистрибуция | Napith Music                                                                  | [ 10 ]      |
| Мировой релиз | 15 апреля 2011 | цифровая дистрибуция | Wombatmusic, a unit of Sirup Music GmbH                                       |             |